# Catharsis (formație)
Catharsis este o formație de muzică folk din Republica Moldova, formată în 1997 și compusă din soliștii Ion Rață și Mihai Budurin.
Ion și Mihai se cunoșteau din timpul anilor de studenție. În anul 1990 ei au fondat un proiect muzical „Remediu Contra Plictis”, după care, în 1997, alături de clapistul Sergiu Musteață și chitaristul Igor Cojocaru, au format trupa „Catharsis”. În 2000, în urma unei neînțelegeri cu producătorul, în formație au rămas doar doi membri care, lipsiți de instrumente și studio, au fost nevoiți să ia o pauză de la aparițiile pe scenă.
Formația a lansat 4 albume și au susținut concerte în România, Rusia, Germania, SUA, Portugalia, Azerbaidjan, Kazahstan și Uzbekistan. Versurile pieselor au fost scrise pe versurile poeților Mihai Eminescu, Dumitru Matcovschi, Adrian Păunescu, Tudor Arghezi, Andrei Vartic ș.a.
De asemenea, au filmat două videoclipuri: Vino (regia Igor Cobileanschi) și Urare (regia Vlad Druc). În anii 2011–2012, ambii membri ai formației au început cariere solo.
În decembrie 2010, Ion Rață și Mihai Budurin au fost decorați cu distincția de „Artist Emerit al Republicii Moldova” de către președintele Republicii Moldova Mihai Ghimpu.